# Otto Schoff
Otto Schoff, né à Brême le 24 mai 1884 et décédé à Berlin le 3 juillet 1938 est un peintre allemand.
Schoff a développé sa peinture essentiellement en autodidacte, surtout à Paris. Dans la fin des années 1920, il vit à Berlin. Les femmes, l'érotisme et l'homosexualité masculine et féminine sont les thèmes centraux de son travail.

## Gravures
- Berliner Vorstadt (10 gravures), Berlin, Verlag Fritz Gurlitt, 1935

## Galerie

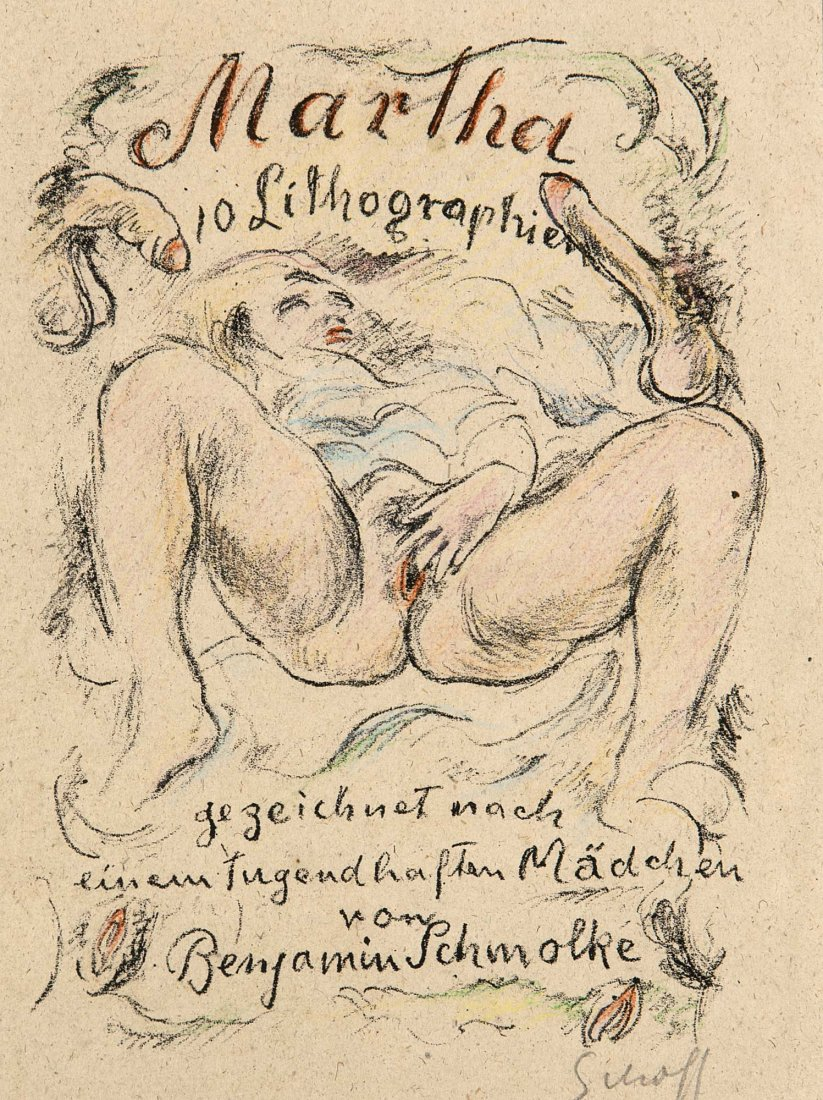
Martha
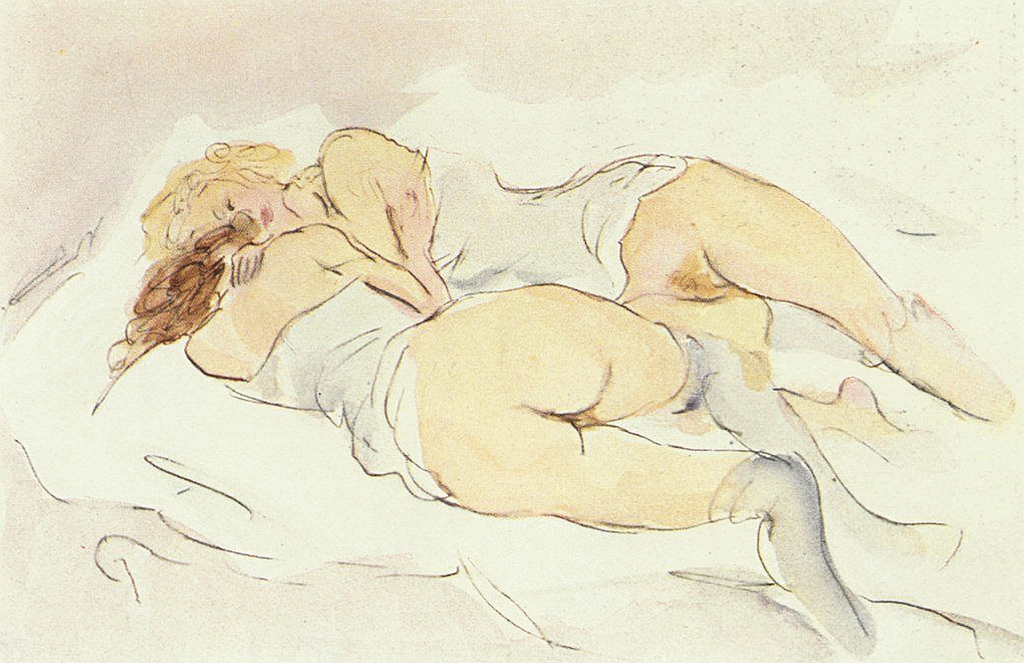
La sieste
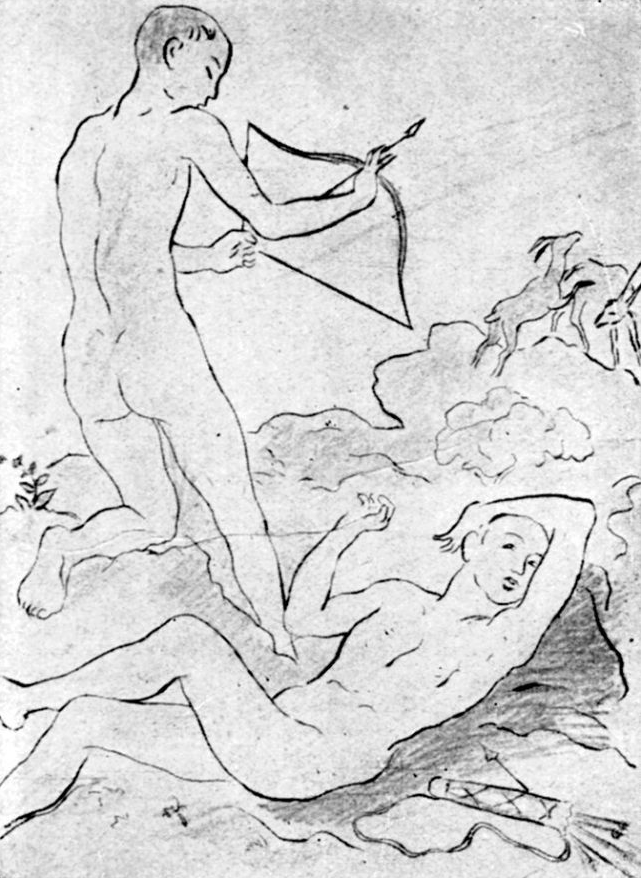
Tibull Marathus